# Gerber Products Company
Gerber Products Company — американский поставщик детского питания и детских товаров со штаб-квартирой во Флорхам-Парк, штат Нью-Джерси, с планами переезда Арлингтон, штат Вирджиния. Является дочерней компанией Nestlé.
Другие продукты — молокоотсосы для грудного вскармливания и другие принадлежности, детские бутылочки и соски, а также товары для здоровья, включая средства для очищения зубов и дёсен и витаминные капли.

## История

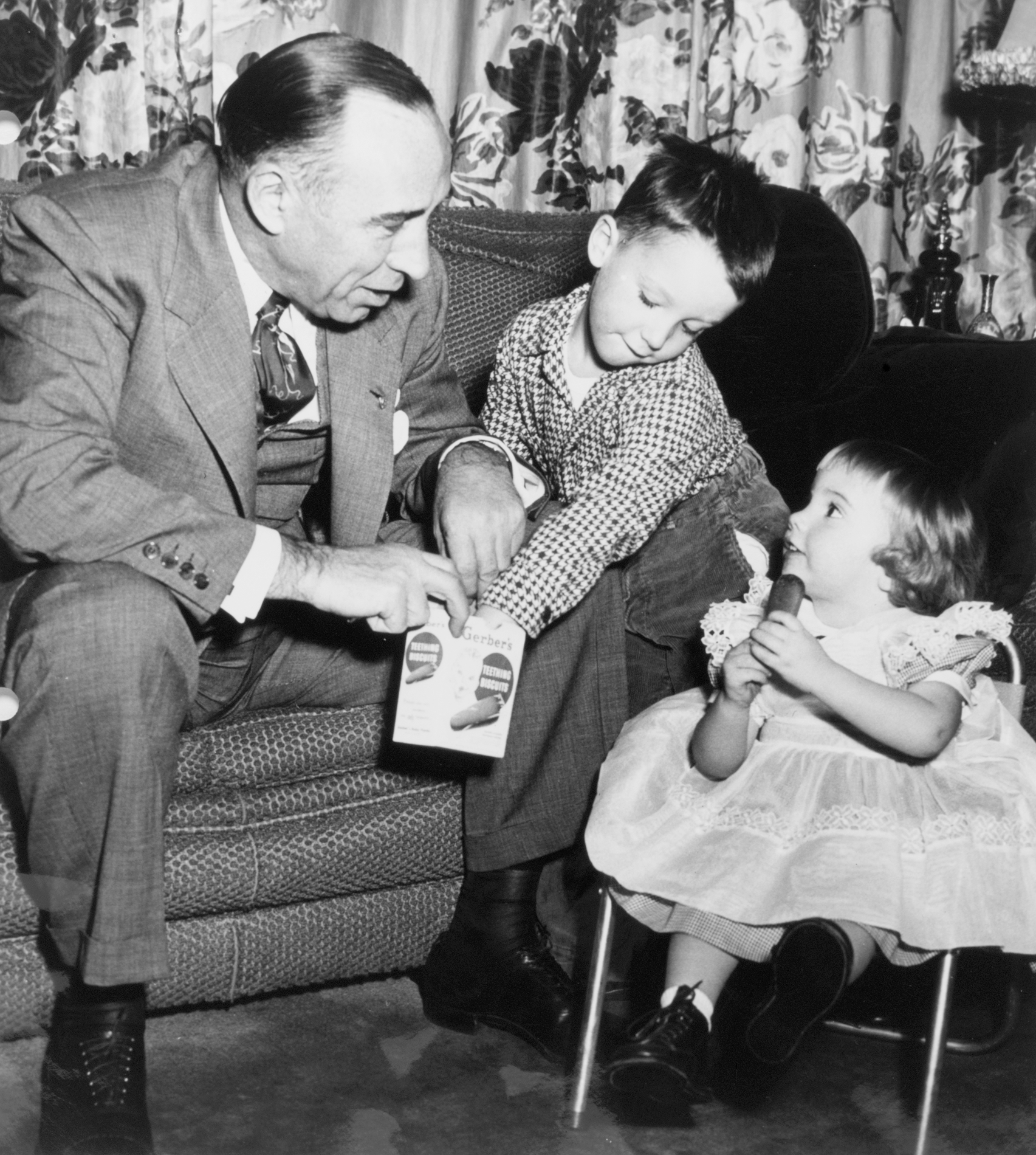
Даниэль Гербер — основатель компании

Компания Gerber была основана в 1927 году во Фримонте, штат Мичиган, Даниэлем Франком Гербером (Daniel Frank Gerber), владельцем консервной компании Fremont Canning Company, которая производила консервированные фрукты и овощи. По предложению педиатра жена Гербера, Дороти (Dorothy), начала готовить процеженную еду для их семимесячной дочери Салли (Sally Gerber). Увидев в этом бизнес-возможность, компания Gerber начала производить детское питание. К 1928 году Даниэль Гербер разработал пять продуктов для рынка: овощной суп из говядины и протёртый горох, чернослив, морковь и шпинат. Шесть месяцев спустя детское питание Gerber стало распространяться по всей стране.

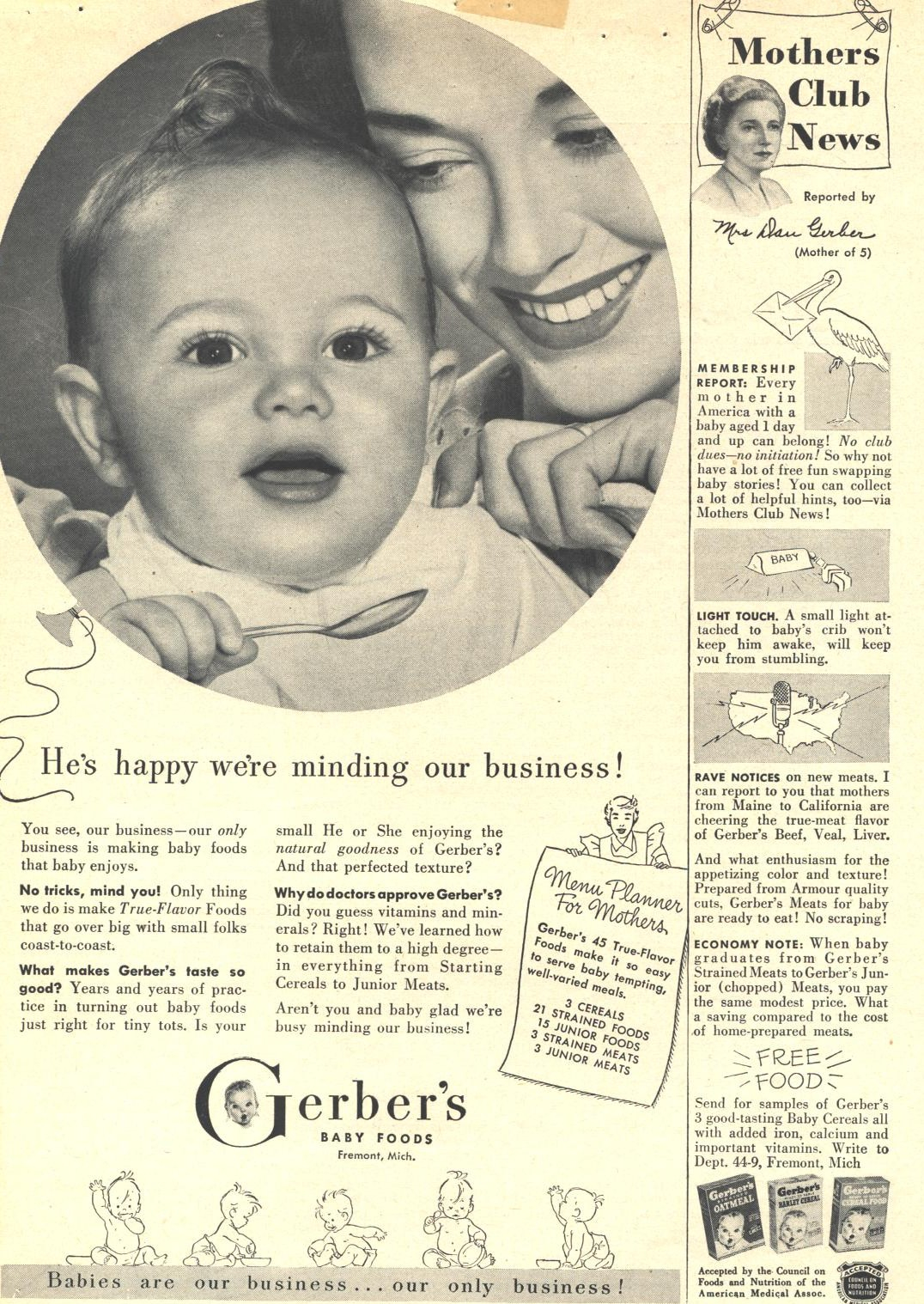
Реклама Gerber Baby в газете, 1949 год

Некоторые считают, что Дороти Гербер была первоначальным источником вдохновения для их продуктов детского питания. Однажды, после визита к педиатру своей маленькой дочери, она трудилась на кухне, процеживая фрукты и овощи для своего ребёнка. После долгой и напряжённой работы она предложила своему мужу Даниэлю, чья семья уже владела компанией Fremont Canning Company, создать эту еду в промышленных условиях, облегчив бремя матерей во всём мире. Другая интерпретация этой истории заключается в том, что он был расстроен и, придя домой, обнаружил что его жена выглядит измученной и несчастной на кухне. Не желая «изменять» своей красавице-жене, он изобрёл линейку детского питания Gerber.

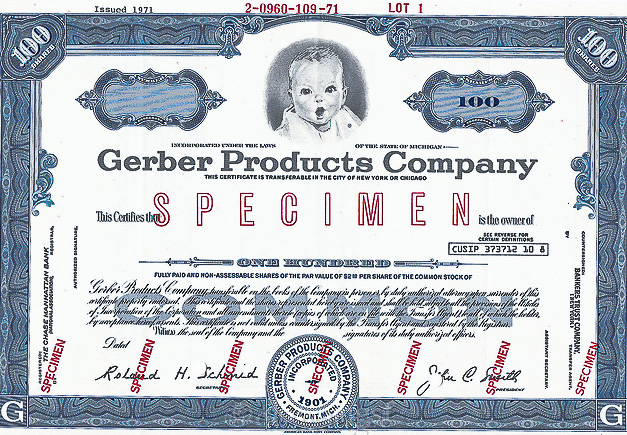
Сертификат на продукты Gerber Products Company Specimen Stock, 1971 год

В итоге бренд Gerber стал крупной компанией в индустрии детского питания, в настоящее время предлагая более 190 продуктов в 80 странах с маркировкой на 16 языках. По состоянию на 2017 год Gerber контролирует 61% рынка детского питания в США.

## Галерея

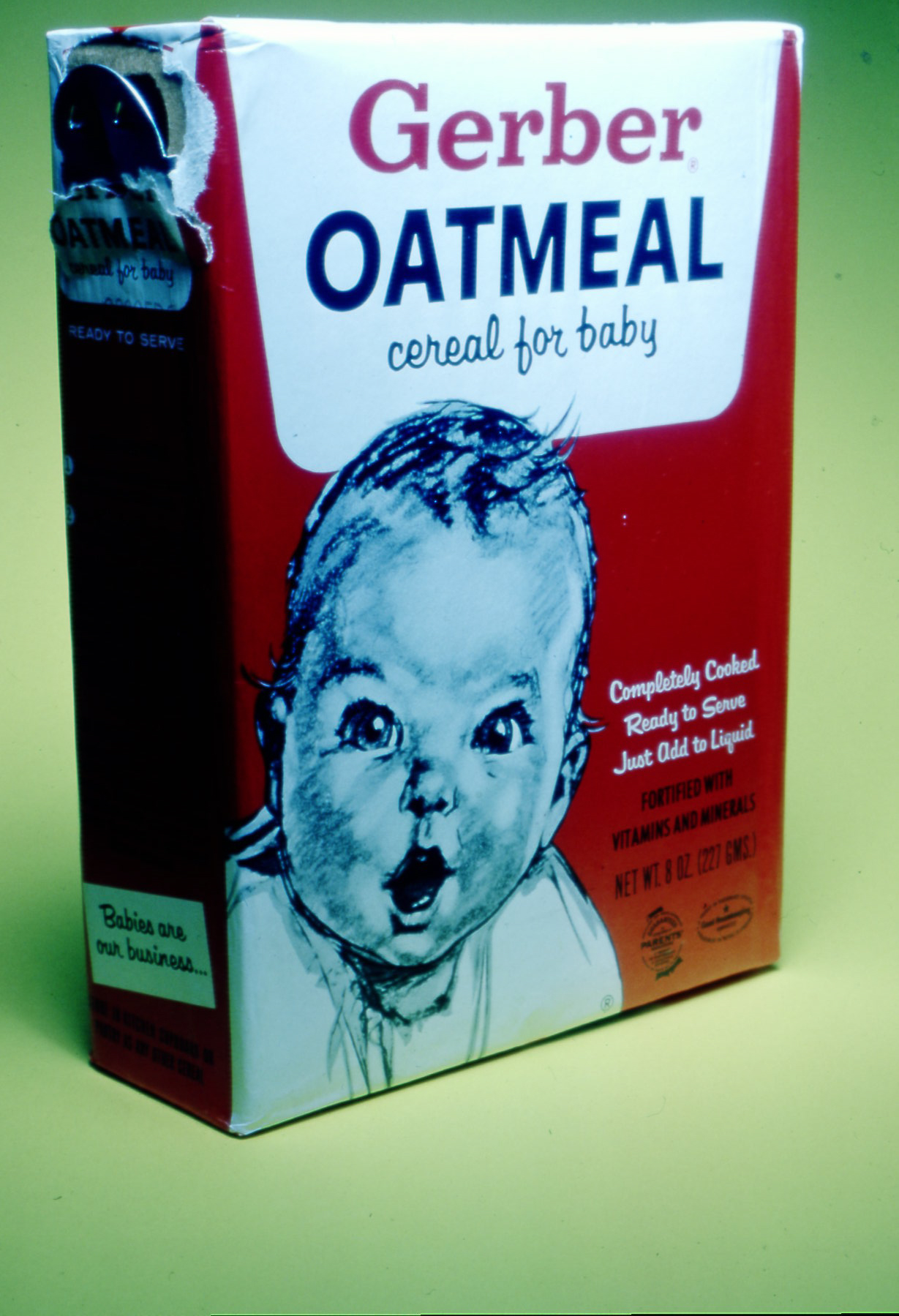
Oatmeal
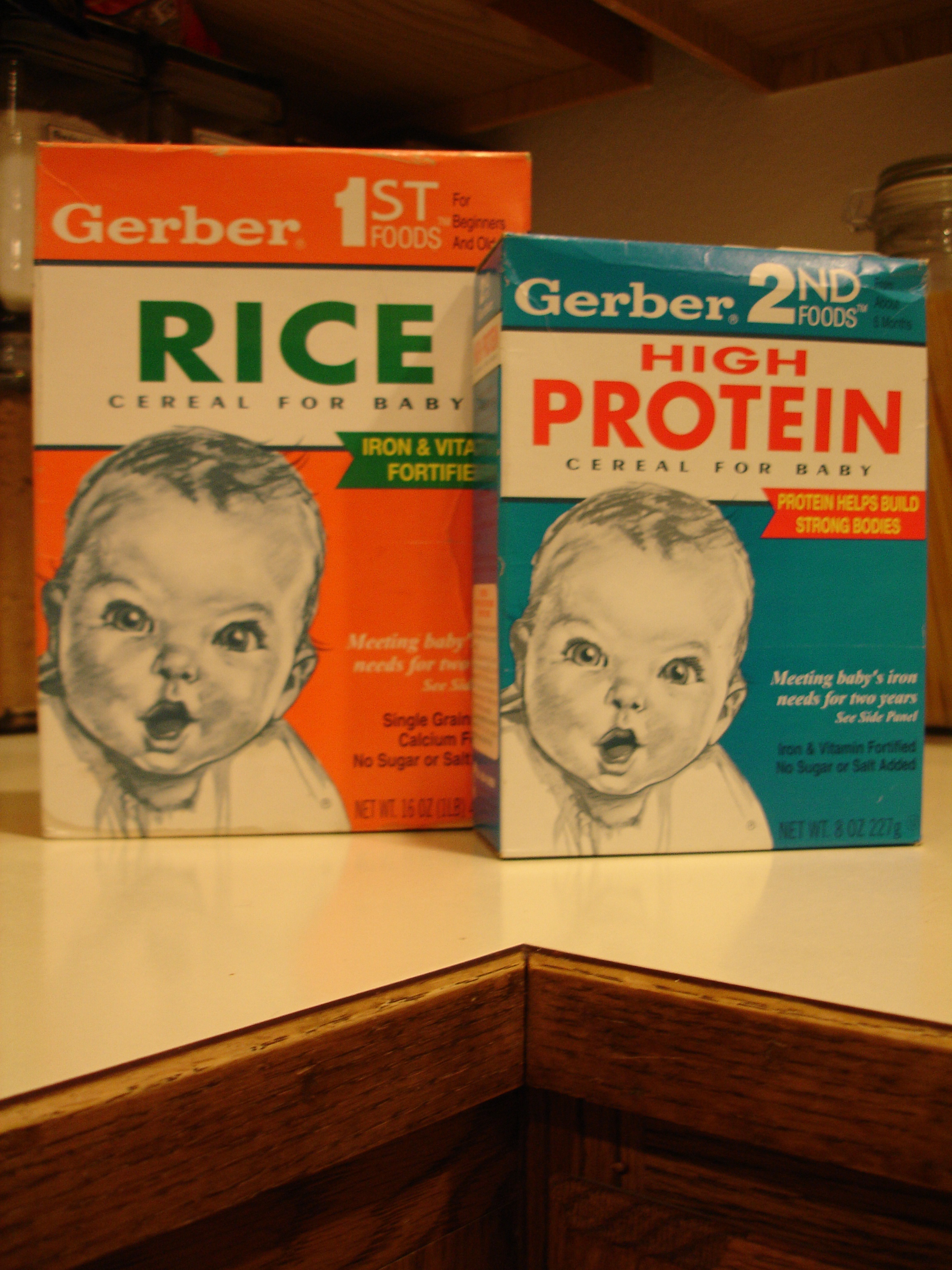
Продукция в коробках
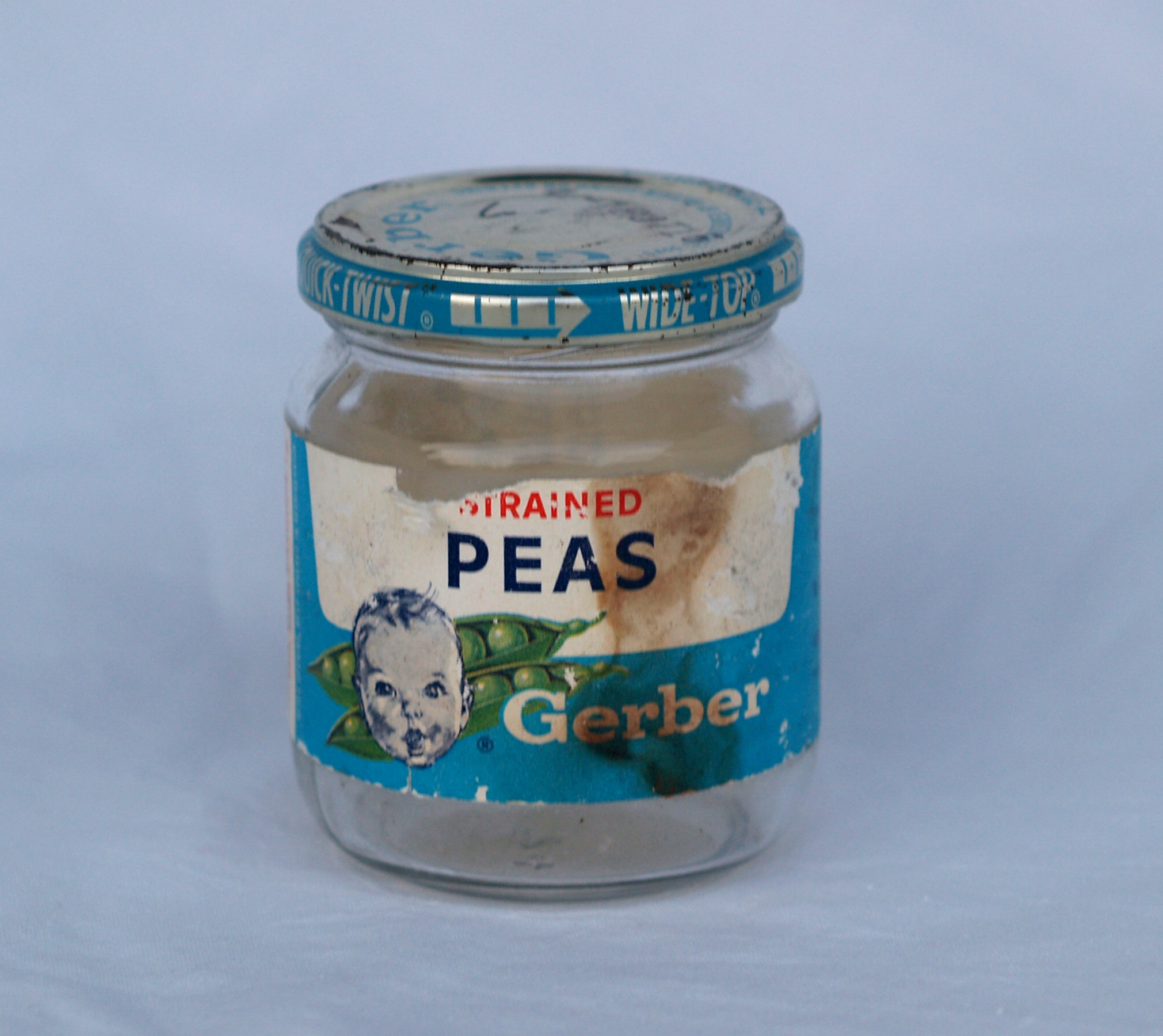
Пюре с горохом (Gerber Strained Peas)
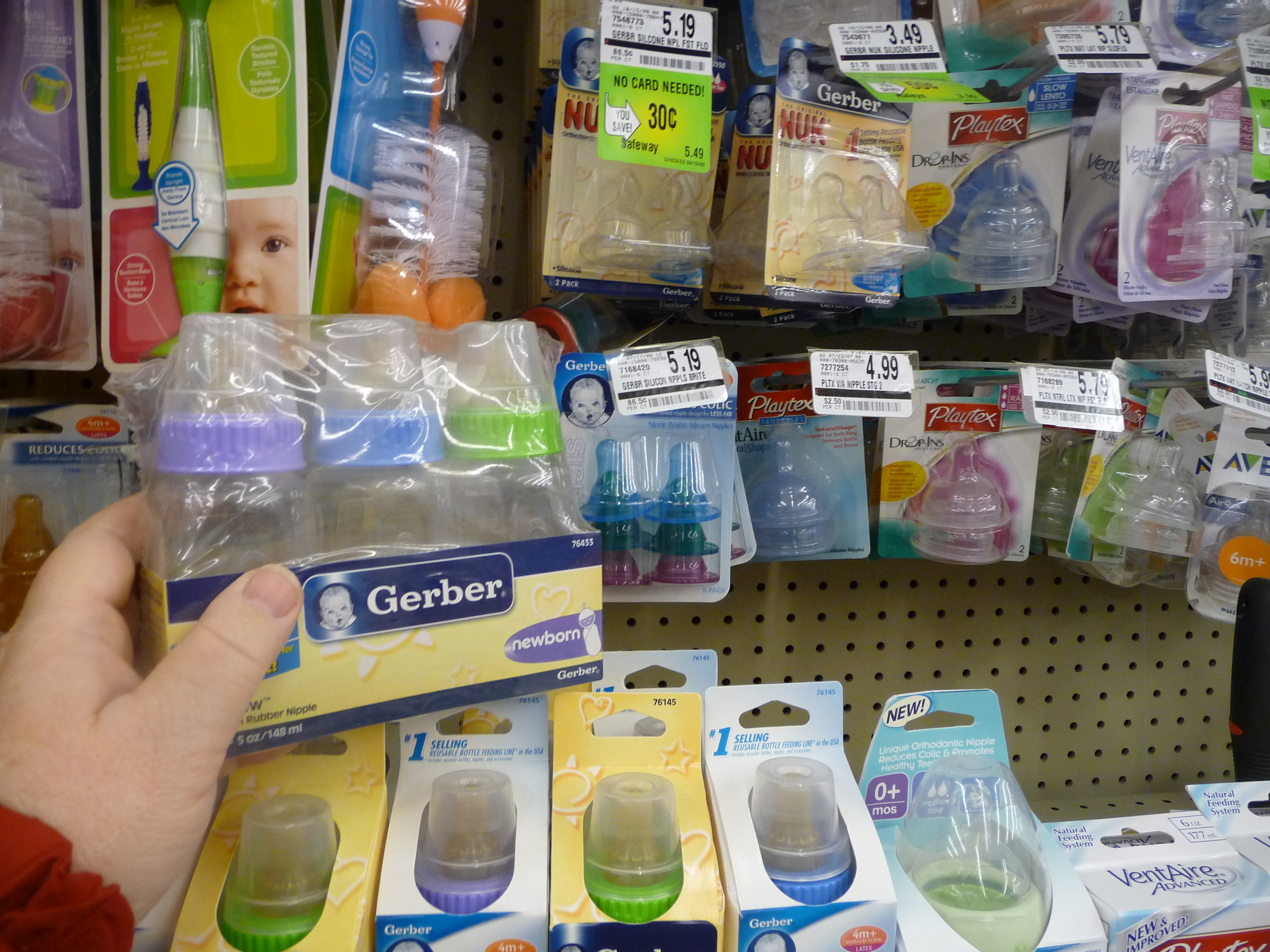
Детские бутылочки Gerber